# Nectandra fulva
Nectandra fulva är en lagerväxtart som beskrevs av J.G. Rohwer. Nectandra fulva ingår i släktet Nectandra och familjen lagerväxter. Inga underarter finns listade i Catalogue of Life.